# Heinrich Finke
Pour les articles homonymes, voir Finke.
Heinrich Finke (né le 13 juin 1855 à Krechting et mort le 19 décembre 1938 à Fribourg-en-Brisgau) est un historien allemand spécialiste de l'histoire religieuse catholique et un médiéviste spécialisé dans la fin du Moyen Âge et la période qui a précédé la Réforme.

## Biographie
Heinrich Finke poursuit ses études secondaires au lycée Saint-Paul de Münster en province de Westphalie. En tant qu'étudiant, Finke devient un membre actif des associations d'étudiants catholiques au sein de la KV (de) : à Tübingen, la K.St.V. Alamannia (de), à Göttingen, la K.St.V. Winfridia (de). Au semestre d'été 1880, il est senior de la Winfridia et organise la 13e assemblée des représentants de la KV à Göttingen. Plus tard, en tant que maître de conférences et professeur, il participe régulièrement aux manifestations de la KV.